# Poladlı (Ağcabədi)
Poladlı è un comune dell'Azerbaigian situato nel distretto di Ağcabədi. Conta una popolazione di 1 300 abitanti.